# Grinder Station
Grinder Station (Grinder stasjon) er en tidligere jernbanestation på Solørbanen, der ligger ved bygden Grinder i Grue kommune i Norge. Den er forsynet med en stationsbygning i træ, der er opført i træ efter tegninger af Paul Due.
Stationen åbnede som holdeplads, da banen mellem Kongsvinger og Flisa blev taget i brug 3. november 1893. Den blev opgraderet til station 8. oktober 1921. Den var bemandet indtil 1. september 1980 og blev nedgraderet til trinbræt 27. maj 1990. Persontrafikken på banen blev indstillet 29. august 1994.